# Маяк Блэк-Нор
Маяк Блэк-Нор (англ. Black Nore lighthouse) — маяк, расположенный возле города Портисхед (Portishead) в графстве Сомерсет, Великобритания.
Башня была построена в 1894 году. Маяк изготовлен из металла; окрашен в белый цвет. Здание было построено корпорацией Trinity House, чтобы вести судоходство в устье реки Северн. Вспышки света происходили два раза каждые десять секунд.
Механизм маяка заводился ежедневно семьей Эшфорд, на земле которой он и был построен. Маяк был электрифицирован во время Второй мировой войны. В 2000 году проводился ремонт электродвигателя. В октябре 2011 года, после того, как маяк стал больше не нужен для навигации, он был продан на сохранение по цене £ 1.